# Monumento a Mónica Briones
El monumento a Mónica Briones es un monolito instalado en la intersección de las calles Irene Morales y Merced en la ciudad de Santiago e inaugurado en 2025. Es un homenaje a Mónica Briones, asesinada el dicho lugar el 9 de julio de 1984, el cual es considerado el primer caso documentado de un crimen de odio lesbofóbico en Chile.

## Historia
En julio de 2019, agrupaciones lesbofeministas encabezadas por Rompiendo el Silencio —dirigida por Érika Montecinos— solicitaron formalmente al Consejo de Monumentos Nacionales (CMN) instalar un monumento conmemorativo en el lugar donde fue asesinada Mónica Briones, en la intersección de las calles Merced con Irene Morales en Santiago, «en memoria de todas las mujeres lesbianas agredidas, violentadas o asesinadas por su orientación sexual y/o identidad de género»; en aquella solicitud se planteaba la construcción de un mosaico realizado por el Colectivo Musa junto a una placa conmemorativa, que finalmente no fueron instaladas.
El 17 de febrero de 2021 un grupo de activistas lesbofeministas pintó un mural conmemorativo sobre Mónica Briones en la intersección de Merced con Irene Morales. La obra fue vandalizada el 30 de agosto, en medio de una serie de ataques a instalaciones artísticas públicas que hacían referencia a personas LGBT, como por ejemplo un mosaico sobre Pedro Lemebel que fue destruido en la intersección de las calles Tarapacá con Nataniel Cox. El mural fue restaurado con el apoyo de la Municipalidad de Santiago y reinaugurado el 28 de diciembre de 2021, contando con la asistencia de la alcaldesa de la comuna, Irací Hassler.
El 24 de mayo de 2024 la agrupación Rompiendo el Silencio, junto con el apoyo de Red Lesbofeminista, La Crisis, Burdas y el Frente Musical Combatibe, presentó una solicitud ante el CMN para instalar un Monumento Público en homenaje a Mónica Briones. La organización autorizó su construcción el 7 de agosto del mismo año, y el monumento fue inaugurado el 12 de marzo de 2025, en un acto encabezado por activistas LGBT y artistas.

## Características
El monolito, ubicado en la plazoleta Ilda Vera Almarza, en la esquina de las calles Merced e Irene Morales, está construido en hormigón armado, y mide 102 cm de alto, 50 cm de ancho y 65 cm de profundidad, y posee su parte superior inclinada en 40°, en la que está inserta una placa de acero inoxidable que señala «Espacio de Conmemoración de todas las mujeres víctimas de lesbo odio». La cara frontal del monolito contiene otra placa de acero que señala:

«En esta esquina fue asesinada MÓNICA BRIONES PUCCIO (7 de julio 1950 – 9 de julio 1984) lesbiana visible, pintora, escultora y artista chilena. Su brutal crimen sin justicia fue tomado de ejemplo para impulsar en Chile, el 9 de julio como el día de la Visibilidad Lésbica. "En la calle y sin permiso las y les lesbianas existimos y resistimos"».

El monumento se encuentra rodeado por una jardinera decorativa y de un radier de hormigón texturado.